# Monasterio de San Salvador (Urdax)
El monasterio de Urdax o monasterio de San Salvador de Urdax, es un edificio ubicado en Urdax, al norte del Valle de Baztán, a dos kilómetros por la carretera N-121-B de la frontera entre España y Francia, cerca del paso por los Pirineos de Dancharinea. Es el único monasterio premonstratense de Navarra. Está junto a un antiguo itinerario de peregrinación a Santiago de Compostola, en el conocido como Camino de Baztán. «Es el único monasterio que la Orden Premonstratense fundó en el reino de Navarra.»

## Contexto
Fue un monasterio de escasos recursos y con una irradiación cultural modesta. Su situación fronteriza le hizo padecer saqueos e incendios que terminaron con los archivos monásticos, especialmente los ocurridos en 1526, que destruyó gran parte de la iglesia, biblioteca y archivos, y en 1793, durante la Guerra de la Convención francesa. Eclesiásticamente pertenecíó a la diócesis de Bayona hasta el año 1566.
Ubicado en pleno Pirineo navarro, en un pequeño valle plano, es una zona regada por el río Ugarana, cerca del Paso de Otxondo y no muy lejos del monte Gorramendi. Existen en el entorno geográfico numerosas cuevas que sirvieron de asentamiento humano así como centro de rituales mágicos y aquelarres. La más conocida está en Zugarramurdi, a unos 4 km por carretera, célebre por los procesos inquisitoriales y leyendas sobres brujas.

## Historia
Aunque no se puede determinar la fecha de origen, según algunos la fijan en el siglo XI habiendo sido fundado por el rey pamplonés Sancho Garcés III, el Mayor, donde una pequeña congregación de agustinos construyó un hospital para peregrinos. Según otros, su creación en el siglo IX, de la mano del abuelo del anterior, Sancho Garcés II Abarca, en el presbiterio por Viene SANTIUS M escribiendo sobre.
La orden premonstratense vivió allí durante siglos XII y XIII, pero no se ha conservado nada desde la Edad Media. El momento de mayor auge tuvo lugar entre los siglos XVI-XVIII; los edificios son de esa época, con piedras rosas —el color habitual de la piedra de Baztán y los edificios construidos con ella.
El 23 de septiembre de 1793, el ejército francés invadió la zona y quemó el monasterio y el propio Urdax. En el último incendio, la biblioteca del monasterio, que albergaba más de 9.000 libros, fue destruida. Posteriormente, hasta el 21 de noviembre de 1806, los monjes vivieron en el Santuario de Loyola en Guipúzcoa.
Se conservan la iglesia y el claustro del antiguo monasterio. En el interior hay una colección permanente de pinturas y esculturas contemporáneas. Sobre el claustro se encuentra el museo del monasterio; allí, paneles audiovisuales y expositivos muestran la historia de Urdax, así como su conexión con el Camino de Santiago y su pasado como monasterio.
La orden premonstratense finalmente abandonó la abadía en 1839 y sus edificaciones y dependencias se fueron convirtiendo en viviendas vecinales. La actual iglesia parroquial de San Salvador es el otrora templo abacial.

## Descripción
De las construcciones románicas y góticas que pudo tener el conjunto monacal no queda rastro. La actual iglesia y el claustro contiguo fueron construidos en el siglo XVII por el cantero Martín de Zubieta.
El antiguo templo abacial desempeña actualmente la función de parroquia de San Salvador. Está construido con una sólida fábrica de cantería con una propuesta de planta de cruz latina, con crucero señalado y cabecera plana que se cubren con bóvedas estrelladas cuyos nervios apean en tambores adosados coronados por capiteles moldurados. Los dos únicos tramos de la única nave se cubren con bóveda de terceletes.
Delante del presbiterio se encuentran alineadas tres losas sepulcrales que pudieran haber servido de enterramiento de abades mitrados en base a las insignias esculpidas sobre ellas.
El retablo mayor está presidido por un lienzo representando la Transfiguración del Salvador.
Al sur se adosa lo que queda del claustro, convertido en viviendas, cuyas arcadas de medio punto, obra del cantero Martín de Zubieta, se alzan con solidez y sobriedad; se fecha en los primeros años del siglo XVII.